# Ковденбіт (футбольний клуб)
«Ковденбіт» (шотл. Cowdenbeath Fitbaa Club) — професійний шотландський футбольний клуб з міста Ковденбіт. Виступає у шотландському Чемпіоншипі як член Шотландської професійної футбольної ліги. Домашні матчі проводить на стадіоні «Централ Парк», який вміщує 4 309 глядачів.

## Історія
«Ковденбіт» було утворено в 1881 році шляхом об'єднання двох місцевих клубів «Ковденбіт Рейнджерс» (засновано в 1880 р.) та «Ковденбіт Тісл». Новий клуб продовжував називатися «Ковденбіт Рейнджерс» до 1882 року, коли отримав сучасну назву.
У післявоєнний період, коли перемога в Кубку ліги над «Рейнджерс» на стадіоні «Айброкс» в 1949 році вважалася найбільшим успіхом команди, «Ковденбіт» боровся за повернення до еліти шотландського футболу. Мета була нарешті досягнута під керівництвом відомого тренера Енді Метью в сезоні 1969-70, проте в наступному сезоні команда зайняла останнє місце в Першому дивізіоні. Не так давно віра в команду повернулася, коли «Ковденбіт» потрапив в Перший дивізіон в сезоні 1991-92, але наступоно сезону почалося падіння в підвали Шотландської футбольної ліги після 38 ігор без перемог на «Централ Парк».